# 増子敦
増子 敦（ますこ あつし、1953年または1954年 - ）は、日本の地方公務員、土木技術者。東京都水道局長、東京水道サービス社長を経て日本オゾン協会会長。瑞宝小綬章受章。

## 経歴
1977年（昭和52年）早稲田大学理工学部土木工学科卒業。2012年（平成24年）首都大学東京（現東京都立大学）大学院都市環境科学研究科博士後期課程修了、博士（工学）。
1978年（昭和53年）東京都庁入庁。以来、その大半を水道局で過ごし、計画・浄水・給水・建設と多様な部門を経験。オゾンと活性炭を利用した高度浄水処理にも携わった。給水部長時代の2010年（平成22年）12月には「局の漏水防止作業は、漏水音を的確に人間の耳で聴き分け、漏水の有無や位置などを判定することで水資源の有効活用に寄与した」という理由で日本オーディオ協会から「音の匠」として顕彰された。
2011年7月、水道局長就任。2012年3月、「東京水道 施設再構築 基本構想」を策定し、「安心できる安定給水の実現」、「徹底した質へのこだわり」、「低エネルギー化の追求」という3つの方向性を示した。2013年4月、台湾の水道事業者である台湾自来水公司、台北自来水事業処と技術協力等に関する覚書を締結。退任後に生活衛生事業功労者（水道関係功労者）として厚生労働大臣表彰 。
2013年9月、東京水道サービス社長に就任。 2015年から東京都水道局、三井物産、東洋エンジニアリングでコンソーシアムを形成し、ミャンマー・ヤンゴンでの無収水対策事業に着手した。2019年4月退任。
2020年より無報酬で日本オゾン協会会長を務め、YouTuberとして水道の知識の発信活動にも従事。

## 栄典
- 2025年4月 春の叙勲で地方自治功労により瑞宝小綬章を受章[1]